# Acanthostachys pitcairnioides
Acanthostachys pitcairnioides (Mez) Rauh & Barthlott è una pianta della famiglia delle Bromeliacee, endemica del Brasile.